# Cinecittà
Cinecittà ([tʃinetʃitˈta]; en italiano, «cineciudad») es un complejo de estudios de cine y televisión en la parte oriental de Roma, en la vía Tuscolana, a nueve kilómetros del centro de la ciudad. Tiene una superficie aproximada de 600 000 m². En Cinecittà fueron rodadas más de tres mil películas, noventa de las cuales recibieron una nominación al premio Óscar y, de estas, cuarenta y siete han ganado la prestigiosa estatuilla.

## Fundación

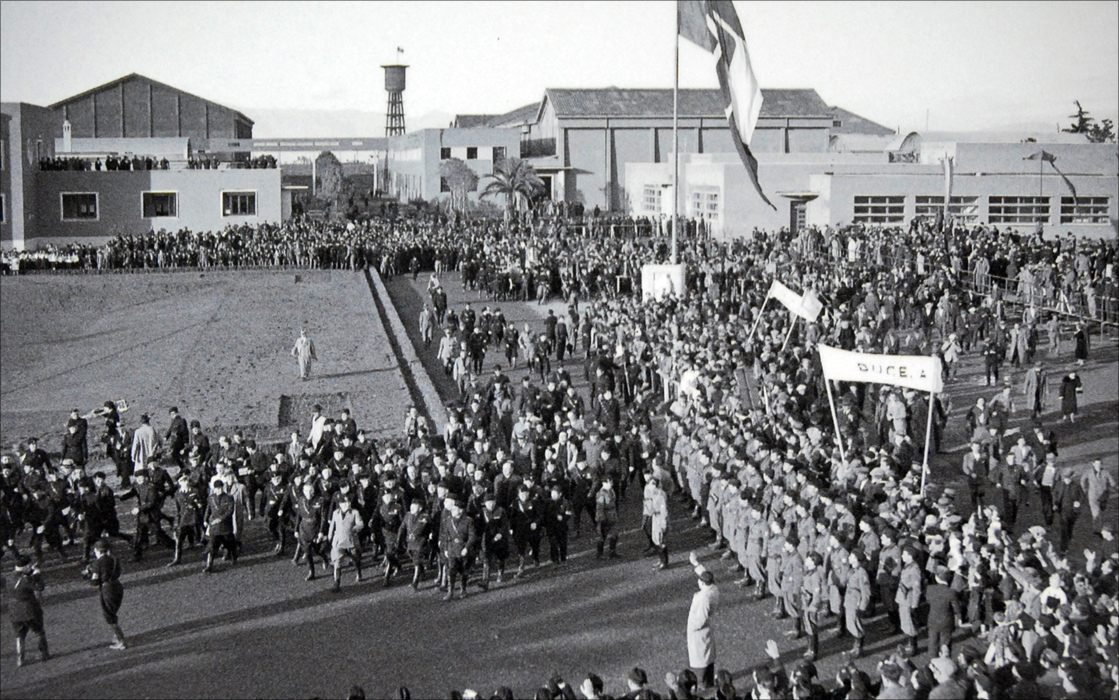
Inauguración en 1937

La idea de su fundación aparece en los años treinta, durante el régimen fascista de Benito Mussolini como una empresa estatal, en un intento de competir con los estudios de Hollywood en Estados Unidos. Asimismo, el régimen era consciente de la importancia de un arma de propaganda, siguiendo el modelo a la desarrollada en la Alemania nazi.
El 26 de enero de 1936 Mussolini pone la primera piedra y tras quince meses de obras, los estudios son inaugurados el 28 de abril de 1937. En este mismo año se rodarían 19 películas y en los siguientes varios cientos de filmes más. Durante estos primeros años los estudios vieron pasar a muchos de los grandes nombres del cine italiano: Roberto Rossellini, Federico Fellini, Vittorio De Sica y Luchino Visconti. En 1943 Cinecittà fue saqueada por los alemanes, quienes la utilizaron como campo de concentración para civiles y luego bombardeada por las fuerzas aliadas.

## Inversión estadounidense
Tras la crisis provocada por la guerra, ya en los años cincuenta se rodaron allí grandes clásicos del cine ambientados en el Imperio romano, como Quo vadis (1951) y Ben-Hur (1959), siendo este período la edad de oro de los estudios. Tal fue la inversión estadounidense en Cinecittà que llegó a conocerse como «la Hollywood sul Tevere» (Hollywood sobre el Tíber). En los siguientes años se rodaron allí grandes películas del oeste, conocidas como Spaghetti Western, tales como Por un puñado de dólares (1964) o Per qualche dollaro in più (1965). Otras grandes producciones desarrolladas en estos estudios incluyen Las aventuras del Barón Munchausen de Terry Gilliam, Cliffhanger de Renny Harlin, U-571 de Jonathan Mostow, Gangs of New York de Martin Scorsese, La Pasión de Cristo de Mel Gibson y The Life Aquatic with Steve Zissou de Wes Anderson.

## Privatización
En los años setenta, con la popularización de la televisión, los estudios se centran en las producciones de series y teleseries. En los años noventa Cinecittà fue privatizada.
Los estudios fueron afectados por un incendio en agosto de 2007 el cual se originó en el hangar donde se grabó la serie de televisión producida por HBO y la BBC Roma.